# Ioel
Ioel (mi-VIe siècle) est un roi aksoum.